# Catedral de Nuestra Señora del Carmen (Maturín)
La Catedral Nuestra Señora del Carmen es un templo católico ubicado en Maturín, estado Monagas, Venezuela. Es una de las iglesias más grandes y mejor decoradas del país, además por la altura de sus cúpulas, se considera la segunda más alta de Latinoamérica antecedida por la Basílica de Nuestra Señora de Guadalupe en México.
Su construcción comenzó el 16 de julio de 1959, precisamente el día de Nuestra Señora del Carmen, y fue inaugurada 22 años después, el 23 de mayo de 1981.

## Construcción
El Concejo Municipal de Maturín donó el terreno donde se edificó la catedral. La supervisión de la construcción fue del entonces Ministerio de Obras Públicas. El pilotaje fue ejecutado por el contratista Francisco Baceta y el arquitecto Ernesto Prall, quien se ocupó del diseño de la obra y de elaborar los planos de construcción y estructurales. La ejecución del 90% restante de la obra estuvo a cargo del Arquitecto Técnico Juan Francisco Serrano Martínez y su constructora MIRA C.A quien la culminó en 1981.
Debido a la falta de presupuesto la catedral fue terminada en 1981. El Ministerio de Justicia y el Ministerio de Desarrollo Urbano aportaron recursos. Igualmente lo hicieron los presidentes Rómulo Betancourt, Raúl Leoni, Rafael Caldera, Carlos Andrés Pérez y Luis Herrera Campins. El primer obispo de la Diócesis de Maturín; Antonio José Ramírez Salaverría luchó por conseguir recursos y continuar la construcción, el costo de la catedral fue, en aquel tiempo, de 3 millones de bolívares.

### Características
La planta de la catedral es en forma de cruz latina de estilo románico. La superficie total sin incluir las escalinatas exteriores y aceras, es de 2.310 m². Cuenta con una cúpula de 18 metros de diámetro. La fachada principal mide 33 metros incluyendo la anchura de las dos torres. La del crucero tiene cada una 18 m de ancho con sus respectivos piñones que se elevan a 23,5 m. Las torres tienen una altura de 62 m cada una, la de la izquierda está provista de un ascensor capaz de trasladar a sus ocupantes hasta la otra torre de donde se puede observar la ciudad desde los cuatro puntos cardinales a una altura de 40 metros. Las naves no llevan columnas para permitir la visibilidad desde cualquier ángulo. La anchura de las mismas es de 18 m, fuera del espacio que proporcionaban los nichos laterales donde se ubican empotrados los confesionarios. internamente su encanto artístico está reflejado en sus 36 vitrales laterales multicolores y 7 vitrales centrales en donde están representados San Marcos, San Mateo, San José, Nuestra Señora del Carmen, San Simón, San Juan y San Lucas quienes en su extremo inferior tienen el escudo emblemático de Venezuela y los estados orientales y en su extremo superior el símbolo que identifican los santos con un animal.
En la catedral se puede apreciar varias imágenes religiosas que llaman la atención. Allí se encuentran: Nuestra Señora del Carmen, el Sagrado Corazón de Jesús, la Virgen del Valle, la Dolorosa que es obra del afamado escultor monaguense Eloy Palacios y la figura de Jesucristo.

### Remodelación y modernización

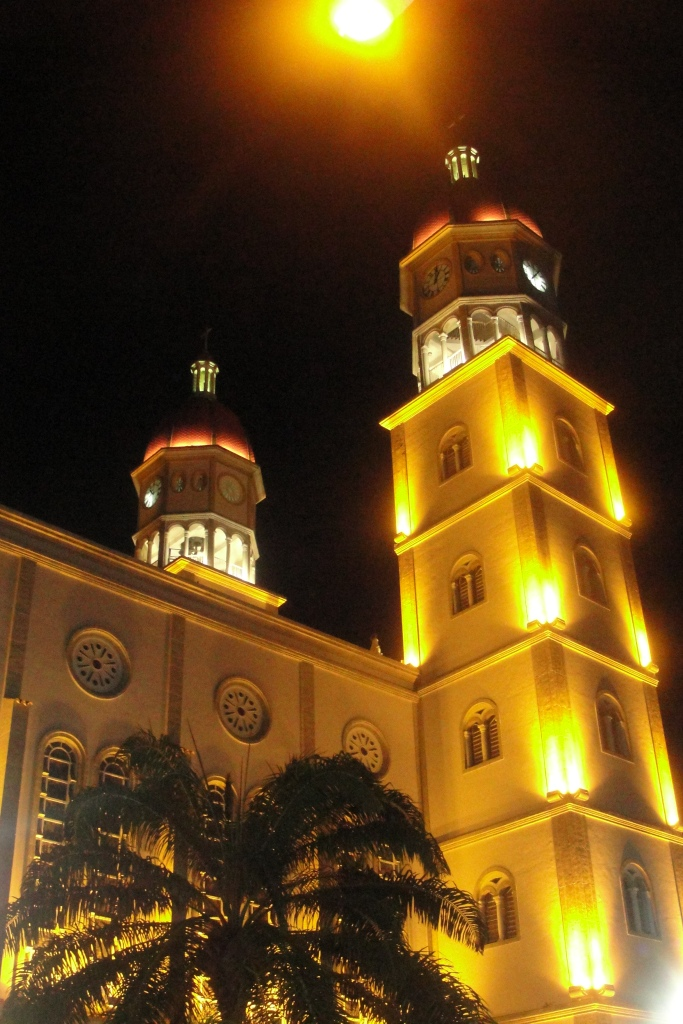
Vista Nocturna

En el año 2007 se pintó toda la estructura del templo, se añadió un sistema de aire acondicionado y se agregaron puertas automáticas con sensor. En el año 2012 como adición, se remodeló el área externa de la Catedral con la incorporación de paisajismos y obras de arte en el Paseo Libertador que forma parte de sus espacios. Como elemento decorativo, se instaló un sistema de iluminación con juego de luces de varios colores que puede ser visto en las horas nocturnas desde La Toscana, e inclusive desde los aviones comerciales que sobrevuelen el territorio.